# Илана
Ила́на (ивр. אִילָנָה‎) — еврейское женское личное имя. Производное от еврейского мужского имени Илан (אִילָן‎), означающее по-арамейски и на иврите Мишны (послебиблейского периода) «дерево, деревце» как многолетнее высокое растение со стволом и ветвями с листьями. Вариант Илани́т — тоже производное от имени Илан и так же переводится, но является самостоятельным еврейским женским именем.
Обычно этими именами евреи в Израиле называют детей, родившихся в праздник Ту би-Шват.
Люди, подбирающие для себя еврейское имя, часто хотят, чтобы оно сходно звучало с уже имеющимся нееврейским именем. Поэтому Елены, репатриировшиеся в Израиль, нередко берут себе фонетически похожее имя «Илана».
Производные (уменьшит.-ласкат.) формы имени: Ила́ну́ш, Ила́нушка, Ила́нка, Ила́ша, Ила́нек, Иланёк.

## Некоторые известные носительницы
- Илана Бергер
- Илана Глейзер
- Илана Гур
- Илана Дылдина
- Илана Клосс
- Илана Кратыш
- Илана Ровина
- Илана Розенталене